# Аеродром Бања Лука
Међународни аеродром Бања Лука се налази 23 km од Бање Луке у мјесту Маховљани (општина Лакташи, Република Српска). Раније је био база авио-компанији Ер Српска и Ратног ваздухопловства и противваздушне одбране Војске Републике Српске.

## Историја
Активности на изградњи Аеродрома Бања Лука отпочеле су 1976. године. У складу са тадашњим развојним плановима изграђени су аеродромски капацитети на основу којих је Аеродром Бања Лука дефинисан као аеродром секундарног значаја, преко ког би се одвијао искључиво унутрашњи ваздушни саобраћај на простору СФРЈ.
Политичко-територијалном трансформацијом простора СФРЈ и БиХ конституисана је Република Српска, као реална политичка чињеница, што Аеродрому Бања Лука даје нови значај и сасвим другачију улогу. Аеродром Бања Лука се појављује као један од најбржих и најбезбједнијих излаза Републике Српске у свијет и самим тим постаје један од битних чинилаца државности Републике Српске.
Аеродром Бања Лука је отворен за цивилни ваздушни саобраћај 18. новембра 1997. године. Од 2. марта 1998. године, када је Југословенски аеротранспорт обавио први промотивни лет са Аеродрома Бања Лука овај аеродром је у искључивој функцији међународног превоза путника.
Аеродром Бања Лука је изграђен на подручју општине Лакташи, на простору који припада пространој долини ријеке Врбас која се шири у познато Лијевче поље.
Удаљеност аеродрома од ауто-пута Бања Лука-Градишка је 1100 м, а од града Бања Лука је 23 км.

## Авио-компаније и дестинације
Следеће авио-компаније користе Аеродром Бања Лука:
| Авио-компанија  | Одредишта                                                                                |
| --------------- | ---------------------------------------------------------------------------------------- |
| Виз ер          | Базел-Милуз-Фрајбург, Дортмунд                                                           |
| Ер Каиро        | Сезонски: Хургада                                                                        |
| Ер Србија       | Београд                                                                                  |
| Фрибирд Ерлајнс | Чартер: Анталија                                                                         |
| Иџијан ерлајнс  | Сезонски: Атина                                                                          |
| Рајанер         | Карлсруе/Баден-Баден, Беч, Гетеборг, Меминген, Стокхолм-Арланда Сезонски: Брисел-Шарлроа |

## Статистика
| Број путника  | Број путника | Број путника | Број путника | Број путника | Број путника | Број путника | Број путника | Број путника | Број путника | Број путника | Број путника | Број путника | Број путника | Број путника |
| ------------- | ------------ | ------------ | ------------ | ------------ | ------------ | ------------ | ------------ | ------------ | ------------ | ------------ | ------------ | ------------ | ------------ | ------------ |
| Година/Мјесец | Јануар       | Фебруар      | Март         | Април        | Мај          | Јуни         | Јули         | Август       | Септембар    | Октобар      | Новембар     | Децембар     | Укупно       | Промјена     |
| 2025          | 28,210       | 27,321       | 33,122       | 46,269       |              |              |              |              |              |              |              |              | 134,922      |              |
| 2024          | 20,482       | 18,516       | 21,270       | 36,393       | 40,408       | 37,492       | 42,173       | 42,347       | 38,293       | 37,584       | 31,360       | 32,699       | 399,191      | -13,35%      |
| 2023          | 34,488       | 28,244       | 30,698       | 46,997       | 44,274       | 45,416       | 51,649       | 53,248       | 43,203       | 41,035       | 20,488       | 20,991       | 460,731      | +134,32%     |
| 2022          | 10,855       | 42           | 16,797       | 31,243       | 31,774       | 35,871       | 44,637       | 43,441       | 36,263       | 32,671       | 29,523       | 29,876       | 342,988      | +245,19%     |
| 2021          | 883          | 271          | 346          | 385          | 646          | 10,367       | 27,829       | 28,273       | 17,773       | 17,964       | 16,834       | 18,315       | 139,886      | +319,56%     |
| 2020          | 11,538       | 14,079       | 6,458        | 19           | 265          | 490          | 1,419        | 3,636        | 1,582        | 1,073        | 1,629        | 1,587        | 43,775       | -70,73%      |
| 2019          | 8,838        | 7,805        | 9,962        | 12,460       | 12,780       | 14,190       | 17,073       | 14,976       | 12,485       | 13,174       | 12,354       | 13,596       | 149,693      | +313,74%     |
| 2018          | 1,203        | 717          | 1,144        | 1,806        | 1,671        | 2,294        | 3,109        | 3,295        | 2,528        | 1,876        | 8,272        | 8,265        | 36,180       | +73.3%       |
| 2017          | 1,484        | 875          | 1,171        | 2,013        | 2,033        | 2,023        | 2,533        | 2,613        | 2,048        | 1,934        | 997          | 1,143        | 20,867       | -3.8%        |
| 2016          | 1,484        | 875          | 1,368        | 1,581        | 2,298        | 2,094        | 2,835        | 2,807        | 1,905        | 1,905        | n/a          | n/a          | 21,694       | -4.9%        |
| 2015          | 1,830        | 1,154        | 1,327        | 2,090        | 2,353        | 2,085        | 2,554        | 2,591        | 2,185        | 1,782        | 1,078        | 1,771        | 22,800       | -17.5%       |
| 2014          | 1,522        | 1,352        | 1,566        | 1,942        | 2,201        | 2,797        | 3,457        | 4,011        | 2,633        | 2,503        | 1,661        | 1,991        | 27,636       | +212.7%      |
| 2013          | 518          | 448          | 400          | 431          | 601          | 530          | 844          | 893          | 713          | 824          | 434          | 2,201        | 8,837        | +37.6%       |
| 2012          | 791          | 424          | 178          | 408          | 402          | 377          | 589          | 688          | 610          | 642          | 550          | 765          | 6,424        | −23.2%       |
| 2011          | 560          | 422          | 640          | 719          | 680          | 536          | 1,209        | 942          | 707          | 830          | 545          | 577          | 8,367        | +74.4%       |
| 2010          | -            | -            | -            | -            | -            | -            | -            | -            | 497          | 432          | 602          | -            | 4,798        |              |

|                            |  |
| Последњи унос: 17.05.2025. |  |

## Споменик
Споменик је посвећен сјећању на 79 погинулих припадника Ваздухопловства и противваздушне одбране Војске Републике Српске (ВиПВО ВРС).